# Hetlingen
Hetlingen er en by og en kommune i det nordlige Tyskland, beliggende i Amt Haseldorf under Kreis Pinneberg. Kreis Pinneberg ligger i den sydlige del af delstaten Slesvig-Holsten.

## Geografi
Hetlingen ligger omkring 7 km nordvest for Wedel direkte diget til Elben i Haseldorfer Marsch. Mod øst går Bundesstraße B 431 fra Wedel over Uetersen mod Elmshorn.
Til Hetlingen hører Hetlinger Schanze, Giesensand, Idenburg og Julssand, samt Hetlinger Moor, der er en del af Holmer Sandberge.
Fra Hetlingen krydser højspændingsledningerne Elbekreuzung 1 og Elbekreuzung 2 over Elben. De 227 meter høje højspændingsmaster ved Elbekreuzung 2 er de højeste i Europa. Hetlingen er også hjemsted for det største rensningsanlæg i Slesvig-Holsten, der behandler spildevand for et stort område med 450.000 indbyggere.